# 오가와촌 (후쿠오카현)
오가와촌(小川村)은 후쿠오카현 야마토군에 있던 촌이다. 현재의 미야마시의 일부에 해당한다.

## 역사
- 1889년 4월 1일 - 정촌제 시행에 의해 야마토군 오가와촌이 성립하였다.

- 1907년 1월 1일 - 혼고촌, 가와조이촌, 미도리촌의 일부와 합병해 세타카정이 성립해 폐지되었다.

## 참고문헌
- 角川日本地名大辞典 40 福岡県
- 『市町村名変遷辞典』東京堂出版、1990年。